# Jose "Chepito" Areas
| Recensione | Giudizio |
| ---------- | -------- |
| AllMusic   | [ 3 ]    |

Jose "Chepito" Areas è il primo (e unico) album solista del percussionista Jose "Chepito" Areas, pubblicato dalla casa discografica Columbia Records nell'ottobre 1974.

## Tracce

### LP
Lato A (AL 33062)
1. Guarafeo – 3:49 (Jose "Chepito" Areas)
2. Funky Folsom – 5:20 (Jose "Chepito" Areas, Richie Giraldez, Tony Juncal)
3. Remember Me – 2:44 (Jose "Chepito" Areas)
4. Bambeyoko – 6:32 (Jose "Chepito" Areas)

Lato B (BL 33062)
1. Morning Star – 4:18 (Richard Kermode, Doug Rauch, Tony Smith)
2. Buscando la gente – 5:00 (Jose "Chepito" Areas, Carlos Federico; arrangiamento di Carlos Federico)
3. Cerro Negro – 4:05 (Jose "Chepito" Areas)
4. Terremoto – 3:16 (Jose "Chepito" Areas; arrangiamento di "Chepito")
5. Guaguanco in Japan – 3:40 (Jose "Chepito" Areas; arrangiamento di "Chepito")

## Musicisti
- José Areas – timbales, congas, percussioni, voce
- Tito Garcia – voce solista
- Neal Schon – chitarra
- Steve Bosfield – chitarra
- Roberto Mantalvan – chitarra
- Carmelito Velez – chitarra
- Carlos Federico – piano
- Wally Chilcott – piano
- Richard Kermode – tastiere
- Tom Coster – sintetizzatore moog
- Martin Fierro – sassofono tenore
- Enrique Areas – sassofono
- Hadley Caliman – sassofono tenore
- Tuto Quesada – tromba
- Joe Ellis – tromba
- José Majico – trombone
- Doug Rauch – basso
- Tony Juncal – basso
- Tony Smith – batteria, voce
- Greg Errico – batteria
- José Medrano – batteria
- Willie Colon – congas
- Richie Giraldez – congas

Note aggiuntive
- Chepito (José Areas) – produttore
- Glen Kolotkin – ingegnere delle registrazioni
- Mike Fusaro – recordist
- Anthony Maggiore – design copertina disco
- Joan Chase – foto copertina frontale album originale
- Herb Greene – foto retrocopertina album originale[4]